# Ilias Kafetzis
Ilias Kafetzis (in greco Ηλίας Καφετζής?; fl. XIX secolo) è stato un maratoneta greco.

## Biografia
Partecipò alle gare di atletica leggera delle prime Olimpiadi moderne che si svolsero ad Atene nel 1896, nella Maratona, nella quale si ritirò al 9º km.